# フェルガナ

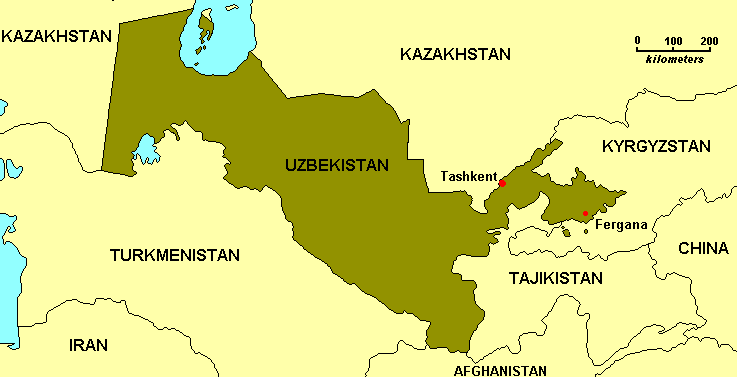
フェルガナ市の位置

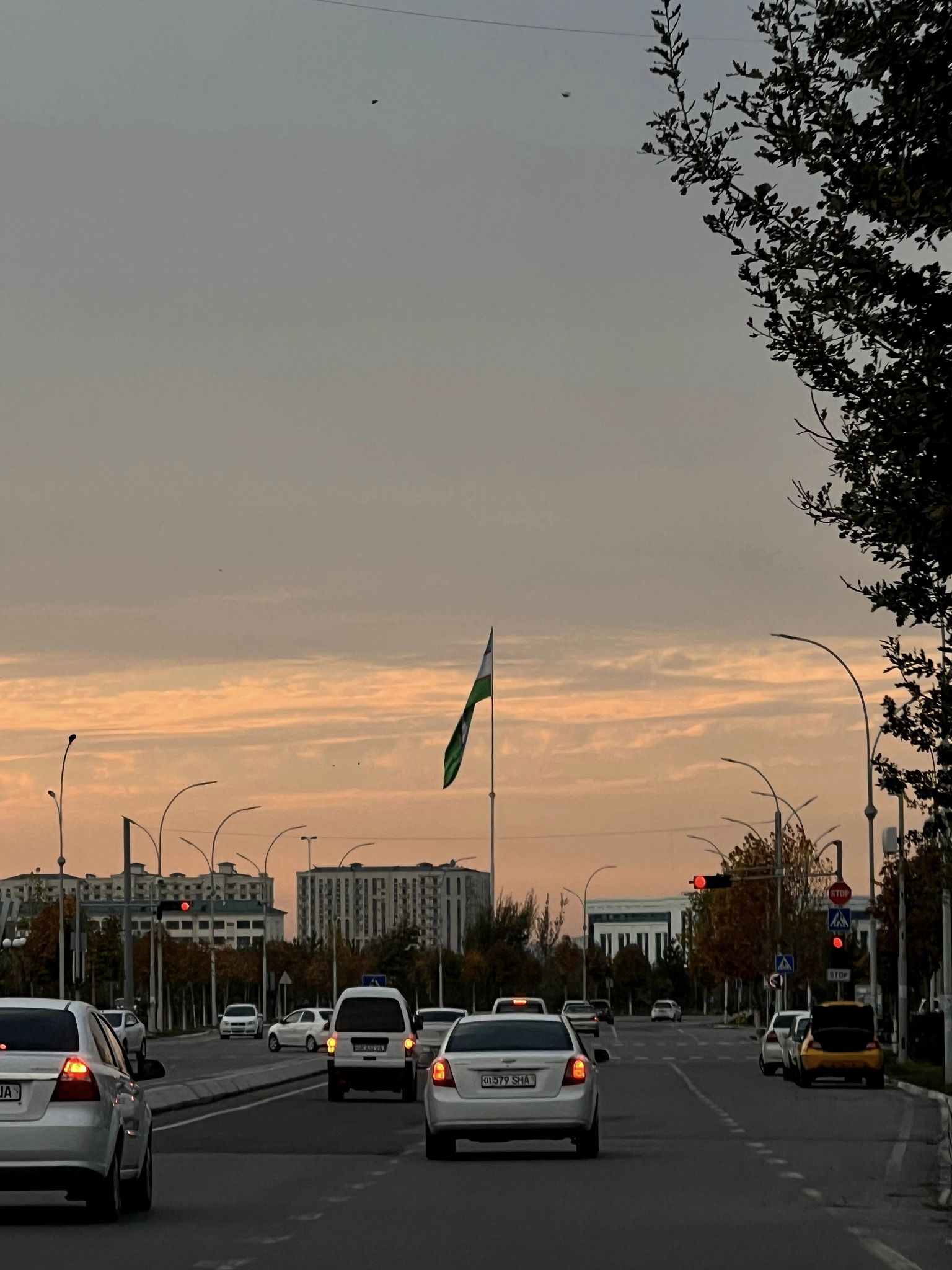
フェルガナの道

フェルガナまたはフェルガーナ（英語: Fergana、ロシア語: Фергана、ウズベク語: Farg‘ona / Фарғона、タジク語: Фарғона、ペルシア語: فرغانه、中国語: 費爾干納）は、ウズベキスタン共和国東部の都市。フェルガナ州の州都。人口は214,000人。アラル海に注ぐシルダリア川の上流とカラテギン（フェルガナ）山地に挟まれたフェルガナ盆地の南端に位置する。
タジキスタン・キルギスの国境地帯に位置している。アンディジャンの西75km、タシュケントの東420kmに位置する。

## 歴史
大宛国、ゾロアスター教の故地の1つとされる。フェルガナ盆地は名馬の産地であり、汗血馬と呼ばれる良馬を求め、前漢の武帝が征服した。漢字では漢代には「大宛」と呼ばれたが、西晋より後はフェルガナの音訳である「破洛那」が用いられるようになり、豊饒の地として知られるようになった。7世紀からは突厥などテュルク系民族の支配下に入った。8世紀にアラブに征服されてアッバース朝の支配下に入りイスラーム化が始まった。サーマーン朝がアッバース朝の宗主権のもと中央アジア支配を確立すると、フェルガナはサーマーン朝の所領となり、フェルガナから兵がカリフに配給された。フェルガナ地方はカシュガルから中央アジアへ抜ける街道として位置付けられ、カラハン朝や西遼、モンゴル帝国などもこの地を通過し、支配を行った。ティムール朝時代にはティムールの息子ミーラーン・シャーの一族の所領となり、その玄孫でムガル朝の開祖となったバーブルはフェルガナの出身である。16世紀にはシャイバーニー朝が南下し、中央アジアに侵入してティムール朝を滅ぼした。これによりウズベク民族がこの地に定着して現在の民族構成の形ができあがった。18世紀にはコーカンド・ハン国が統治した。
1875年、ロシア帝国が占領した（フェルガナ州）。1876年、ロシアはこの地に軍事要塞を建設、マルギラン(Margilan)の北に位置していたことから「新マルギラン」（ノーヴィマルギラン、Новый Маргелан）と名づけた。その後、この地のロシア総督ミハイル・スコベレフの名にちなんで, スコベレフ（Скобелев）と改名する。今日のフェルガナは軍事都市として発展した。
ロシア革命でボルシェビキ軍がこの地を占領すると、1924年にフェルガナの名前になった。1930年代には運河が完成した。フェルガナに居住する住民は、サルト人とも呼ばれるが、人種的にはウズベク系とタジク系に分かれる。

## 気候
大陸性気候であり、年間降水量は188mmと少ない。夏は暑いものの、40度を超える気温となるフェルガナ盆地周辺部と比べてると590mと標高が高い分、暑さは多少は緩和される。また、冬は気温が氷点下になることも多く寒冷で、真冬にはマイナス15度を下回ることもある。
| フェルガナの気候                  | フェルガナの気候 | フェルガナの気候 | フェルガナの気候 | フェルガナの気候 | フェルガナの気候 | フェルガナの気候 | フェルガナの気候 | フェルガナの気候 | フェルガナの気候 | フェルガナの気候 | フェルガナの気候 | フェルガナの気候 | フェルガナの気候 |
| 月                                | 1月              | 2月              | 3月              | 4月              | 5月              | 6月              | 7月              | 8月              | 9月              | 10月             | 11月             | 12月             | 年               |
| --------------------------------- | ---------------- | ---------------- | ---------------- | ---------------- | ---------------- | ---------------- | ---------------- | ---------------- | ---------------- | ---------------- | ---------------- | ---------------- | ---------------- |
| 最高気温記録 °C （°F）            | 16.3 (61.3)      | 22.0 (71.6)      | 29.0 (84.2)      | 34.4 (93.9)      | 39.0 (102.2)     | 41.0 (105.8)     | 42.2 (108)       | 41.4 (106.5)     | 37.1 (98.8)      | 32.6 (90.7)      | 29.0 (84.2)      | 18.0 (64.4)      | 42.2 (108)       |
| 平均最高気温 °C （°F）            | 4.6 (40.3)       | 7.6 (45.7)       | 14.7 (58.5)      | 22.3 (72.1)      | 27.6 (81.7)      | 33.1 (91.6)      | 34.7 (94.5)      | 33.6 (92.5)      | 28.8 (83.8)      | 21.2 (70.2)      | 13.4 (56.1)      | 6.2 (43.2)       | 20.65 (69.18)    |
| 日平均気温 °C （°F）              | 0.2 (32.4)       | 2.9 (37.2)       | 9.3 (48.7)       | 16.0 (60.8)      | 20.9 (69.6)      | 25.7 (78.3)      | 27.4 (81.3)      | 25.8 (78.4)      | 20.7 (69.3)      | 13.7 (56.7)      | 7.5 (45.5)       | 1.8 (35.2)       | 14.33 (57.78)    |
| 平均最低気温 °C （°F）            | −2.8 (27)        | −0.6 (30.9)      | 4.9 (40.8)       | 10.5 (50.9)      | 14.6 (58.3)      | 18.5 (65.3)      | 20.3 (68.5)      | 18.6 (65.5)      | 13.7 (56.7)      | 8.0 (46.4)       | 3.2 (37.8)       | −1.3 (29.7)      | 8.97 (48.15)     |
| 最低気温記録 °C （°F）            | −25.8 (−14.4)    | −25.5 (−13.9)    | −17.9 (−0.2)     | −4.8 (23.4)      | 1.2 (34.2)       | 7.4 (45.3)       | 10.1 (50.2)      | 7.8 (46)         | 0.5 (32.9)       | −7.4 (18.7)      | −22.8 (−9)       | −27.0 (−16.6)    | −27 (−16.6)      |
| 降水量 mm （inch）                | 18 (0.71)        | 21 (0.83)        | 25 (0.98)        | 23 (0.91)        | 22 (0.87)        | 11 (0.43)        | 5 (0.2)          | 3 (0.12)         | 6 (0.24)         | 17 (0.67)        | 18 (0.71)        | 24 (0.94)        | 193 (7.61)       |
| 平均降雨日数                      | 5                | 6                | 10               | 10               | 13               | 10               | 8                | 5                | 4                | 6                | 7                | 6                | 90               |
| 平均降雪日数                      | 5                | 4                | 1                | 0                | 0                | 0                | 0                | 0                | 0                | 0.1              | 0.3              | 3                | 13.4             |
| % 湿度                            | 81               | 76               | 67               | 61               | 56               | 48               | 48               | 52               | 56               | 66               | 74               | 82               | 63.9             |
| 平均月間日照時間                  | 106              | 109              | 153              | 205              | 276              | 337              | 362              | 345              | 292              | 218              | 150              | 95               | 2,648            |
| 出典1：pogoda.ru.net              |                  |                  |                  |                  |                  |                  |                  |                  |                  |                  |                  |                  |                  |
| 出典2：NOAA (sun only, 1961-1990) |                  |                  |                  |                  |                  |                  |                  |                  |                  |                  |                  |                  |                  |

## 建築
フェルガナに見られる、木が植えこまれ広く整然とした通りや青を多く用いた19世紀のロシア帝国風建築は近代以前、地震以前のタシュケントの建築でよく見られた形式だと言われている。また、フェルガナ盆地にある他の地域に比べてロシア人、高麗人、タタール人の居住率が高く多民族都市となっている。ロシア人が多く居住することから第一言語をロシア語とするものも多く、国内の大多数の都市と比べ異国情緒に溢れた街と言える。街にはソビエト連邦より独立する以前の面影が残っている。

## 観光名所
- 地域研究博物館 – フェルガナ盆地の自然の歴史や写真、伝統工芸品などを展示している。
- フェルガナ劇場 – 1877年に建設されたミハイル・スコベレフ大将の邸宅

## 石油精製
1908年、市の付近に地域発の石油精製工場が建設されて以降、フェルガナはフェルガナ盆地の石油生産の中心地域としての役割を担ってきた。多くの石油精製工場が建設され、フェルガナはウズベキスタンで最も重要な石油精製工場が立ち並ぶ都市となった。ウズベキスタン西部より供給された天然ガスは、以前は肥料生産に使用されていたパイプラインを通ってフェルガナ盆地に供給された。市の北部を流れる大フェルガナ運河は1930年代にほぼ人力で作成され、1939年に完成した。有名写真家のマックス・ペンソンによりその建設や市の様子が広く撮影された。天然ガスを西部から受け入れるようになったことで、フェルガナは精製工場の近代化に成功し、大気汚染も減少していった。

## 交通

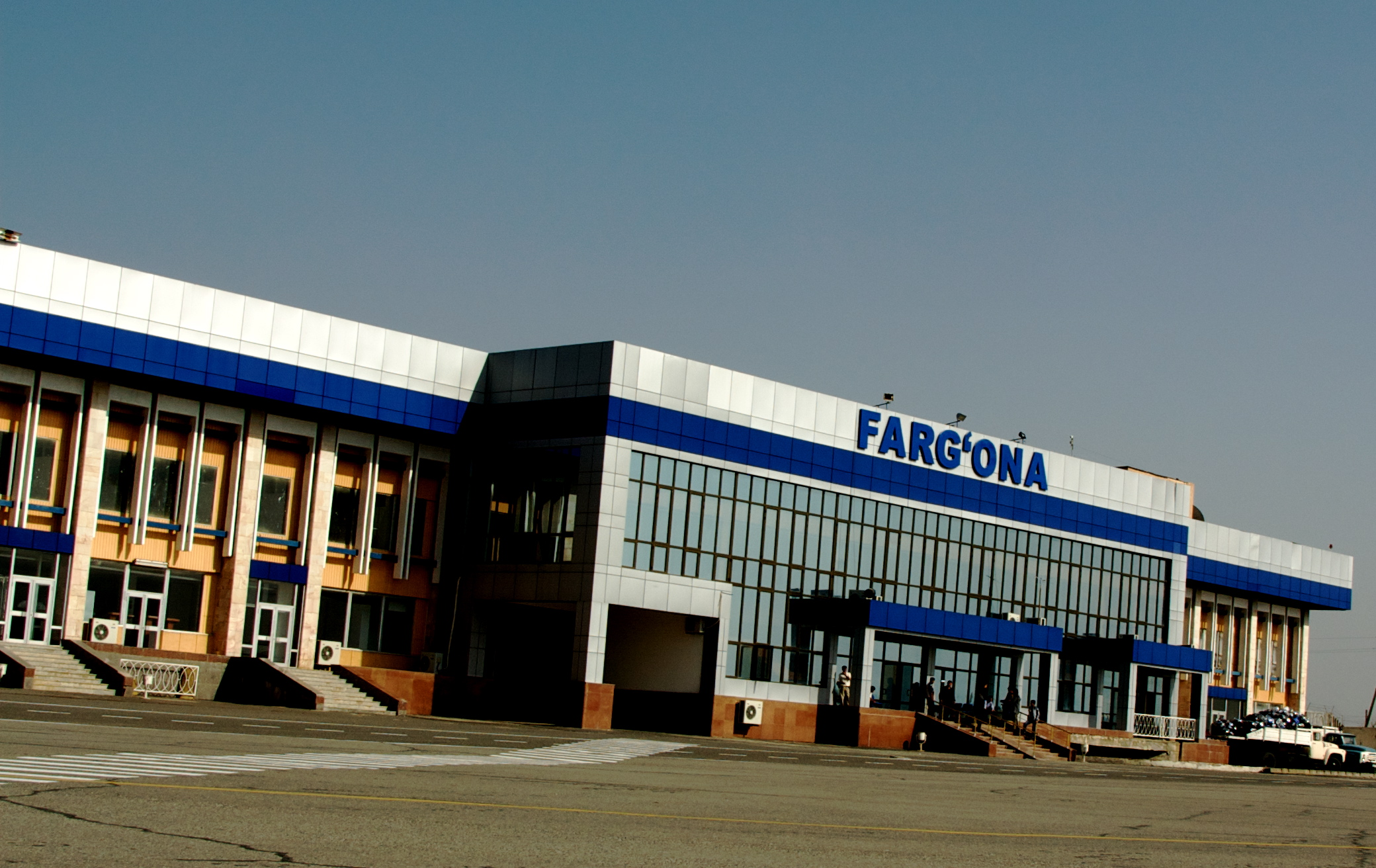
フェルガナ国際空港

市の郊外にフェルガナ国際空港があり、毎日タシュケントへの国内便が発着している。また、コーカンドやアンディジャンへと向かうウズベキスタン鉄道の駅がある。

## スポーツ
国内最上位サッカーリーグのウズベク・リーグに所属しているネフチ・フェルガナが本拠地としている。